# Orthoporus haitiensis
Orthoporus haitiensis är en mångfotingart som beskrevs av Chamberlin 1918. Orthoporus haitiensis ingår i släktet Orthoporus och familjen Spirostreptidae. Inga underarter finns listade i Catalogue of Life.